# Люценко, Ефим Ефимович
Ефим Ефимович Люценко (1810 — 1891) — российский археолог, поэт, надворный советник.

## Биография
Ефим Люценко родился в семье писателя Ефима Петровича Люценко. Его братьями были археолог Александр и педагог Даниил.
В 1831 году подпоручик Карабинерного генерал-фельдмаршала князя Барклая-де-Толли полка. 21 февраля 1833 года назначен в пехоту армии.
Работает в 1846—1847 годах в чине титулярного советника и в 1847—1850 годах в чине коллежского асессора столоначальником во 2-м подразделении распорядительной части департамента Государственного казначейства Министерства финансов. В 1850—1853 годах работает столоначальником и в 1853—1857 годах в чине надворного советника старшим столоначальником в 4-м подразделении распорядительной части департамента Государственного казначейства Министерства финансов.

### Научная деятельность
Кроме совместной с братом Александром работы в Керченском музее, был корреспондентом Одесского общества истории и древностей.
Известные работы:
- «Древние еврейские надгробные памятники, открытые в насыпи фанагорийского городища» (Керчь, 1876)
- «Древнееврейские надгробные памятники, открытые в насыпи Фанагории» (Санкт-Петербург, 1880, т. V)
- «Минеральный источник в окрестностях Керчи, открытый по надписи на мраморной плите»
- «Способъ поддѣлки древнихъ босфорскихъ монетъ М.Сазоновымъ, рассказанный имъ самимъ»
- «Ашикъ и Карейша»[4]

### Литературная деятельность
Известные произведения:
- «Археологическая ода»
- «Отвѣтъ на Элегію»
- «Сонъ»[5]

## Награды
- Кавалер ордена Святой Анны 4 степени с надписью «За храбрость» (19 мая 1832)[6]
- Кавалер ордена Святой Анны 3 степени (3 февраля 1850)[7]